# Placówka Straży Celnej „Karwieńskie Błota”

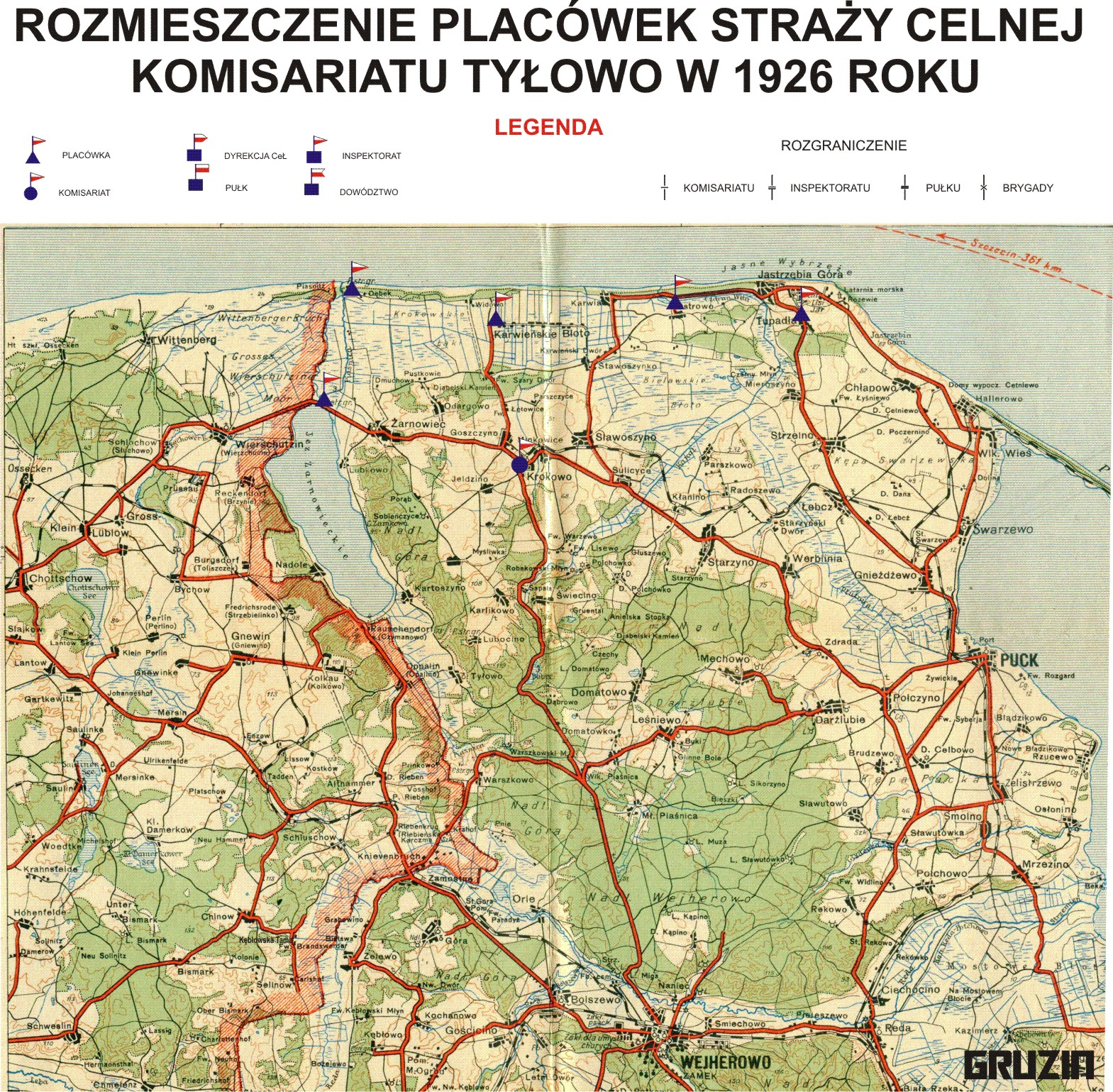
Komisariat Krokowo

Placówka Straży Celnej „Karwieńskie Błota” – jednostka organizacyjna Straży Celnej pełniąca w okresie międzywojennym służbę ochronną na granicy państwowej.

## Formowanie i zmiany organizacyjne
Na wniosek Ministerstwa Skarbu, uchwałą z 10 marca 1920 roku, powołano do życia Straż Celną. Od połowy 1921 roku jednostki Straży Celnej rozpoczęły przejmowanie odcinków granicy od pododdziałów Batalionów Celnych. Proces tworzenia Straży Celnej trwał do końca 1922 roku. Placówka Straży Celnej „Karwińskie Błota” weszła w podporządkowanie komisariatu Straży Celnej „Krokowo” z Inspektoratu SC „Wejherowo”.
W drugiej połowie 1927 roku przystąpiono do gruntownej reorganizacji Straży Celnej. W praktyce skutkowało to rozwiązaniem tej formacji granicznej. Ochronę północnej, zachodniej i południowej granicy państwa przejęła powołana z dniem 2 kwietnia 1928 roku Straż Graniczna.
Rozkazem nr 12 z 10 stycznia 1930 roku  w sprawie reorganizacji Pomorskiego Inspektoratu Okręgowego komendant Straży Granicznej płk Jan Jur-Gorzechowski ustalił nową organizację i dyslokację komisariatu.
Placówka Straży Granicznej I linii „Karwieńskie Błota” znalazła się w jego strukturze.

## Służba graniczna
Sąsiednie placówki
- placówka Straży Celnej „Tupadły” ⇔ placówka Straży Celnej „Dębek” – 1926[8]

## Funkcjonariusze placówki
Kierownicy placówki
| stopień    | imię i nazwisko, numer  | okres pełnienia służby | kolejne stanowisko |
| ---------- | ----------------------- | ---------------------- | ------------------ |
| przodownik | Stefan Jankowski (1754) | był w 1926             |                    |

Obsada personalna placówki w 1926:
- przodownik Stefan Jankowski (1754)
- strażnik Wacław Tłoczyński (907)
- strażnik Piotr Pawula (777)
- strażnik Bolesław Regulski (795)